# Dedalió
Segons la mitologia grega, Dedalió (en grec antic Δαιδαλίων Daidalíon) va ser un heroi, fill de Fòsfor. (Fòsfor a vegades és anomenat Lucífer). Era germà de Ceix.
Era violent, aficionat als combats i a la caça. Tenia una filla, Quíone, que estava dotada d'una gran bellesa i havia tingut molts pretendents. Un dia, Hermes i Apol·lo passaven pel seu país, la van veure i tots dos se'n van enamorar. Ella va donar-los dos fills, el d'Hermes s'anomenà Autòlic, i el d'Apol·lo va ser el músic Filammó. Però Quíone, sense tenir mesura, va dir que era més bella que Àrtemis, i la deessa la matà amb una fletxa. Dedalió, desesperat, es llançà des d'una roca. Llavors, Apol·lo el va transformar en esparver, un ocell que conserva els instints violents que tenia quan era humà.